# Apollo 9
Apollo 9 foi um voo espacial tripulado norte-americano responsável pela primeira operação do módulo de comando e serviço em conjunto com o módulo lunar do Programa Apollo, em preparação para primeira alunissagem tripulada. Os principais objetivos da missão eram qualificar o módulo lunar para operações orbitais e mostrar que ele e o módulo de comando e serviço poderiam se separar, voar separados, se encontrarem e acoplarem novamente, algo que precisariam realizar em missões posteriores.
Os astronautas James McDivitt, David Scott e Russell Schweickart foram lançados ao espaço em 3 de março de 1969 do Centro Espacial John F. Kennedy na Flórida por um foguete Saturno V. Os três permaneceram no espaço por dez dias a bordo do módulo de comando nomeado Gumdrop e do módulo lunar chamado de Spider. Eles testaram vários procedimentos e sistemas, incluindo funcionamento dos motores, sistemas de suporte de vida, sistemas de navegação e manobras de acoplagem.
O Spider foi recuperado do estágio S-IVB logo depois do lançamento, quando o Gumdrop realizou a primeira manobra de transposição, acoplamento e extração do Programa Apollo. No decorrer da missão Scott e Schweickart realizaram atividades extraveiculares. As duas naves também se separaram e se reencontraram uma segunda vez. A Apollo 9 terminou em 13 de março e amerrissou no Oceano Atlântico, sendo considerada um sucesso e estabelecendo a base para a Apollo 10.

## Antecedentes
Os astronautas James McDivitt, David Scott e Russell Schweickart foram selecionados em abril de 1966 por Donald Slayton, diretor de Operações de Tripulações de Voo, como a segunda tripulação do Programa Apollo. Sua função inicial era como a reserva da primeira tripulação, formada por Gus Grissom, Edward White e Roger Chaffee, que realizaria o primeiro teste orbital tripulado do bloco I do Módulo de Comando e Serviço Apollo, designado AS-204. Atrasos no desenvolvimento do módulo fizeram a missão ser adiada para 1967. O plano foi revisado e a tripulação de McDivitt foi colocada para a segunda missão, que realizaria um encontro em órbita da Terra com um Módulo Lunar Apollo não-tripulado, lançado separadamente. A terceira missão tripulada, formada por Frank Borman, Michael Collins e William Anders, seria o primeiro lançado tripulado do foguete Saturno V.

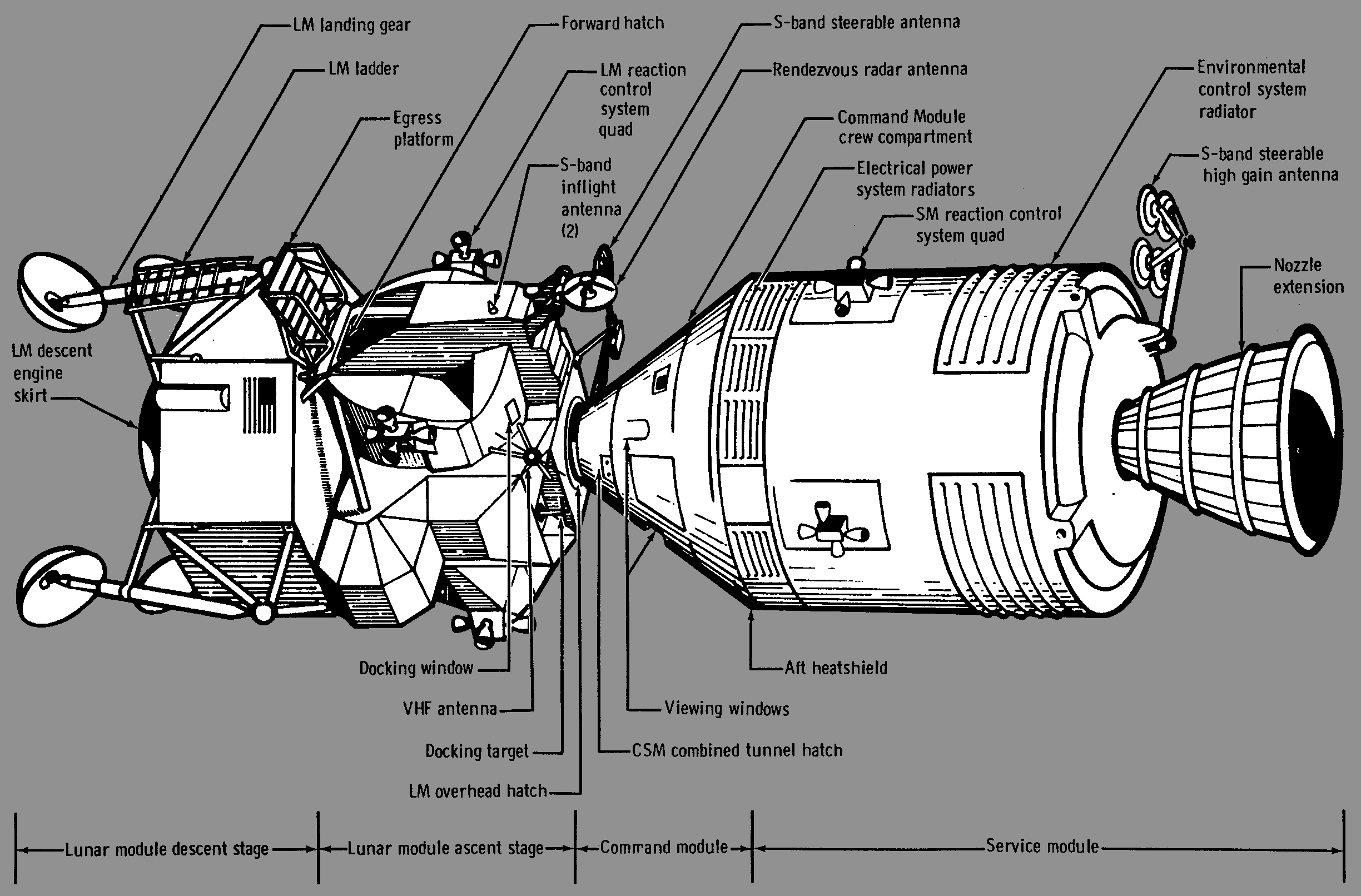
A espaçonave Apollo com o Módulo de Comando e Serviço acoplado com o Módulo Lunar

A tripulação de Grissom estava realizando em 27 de janeiro de 1967 um teste para sua missão, planejada para 21 de fevereiro e chamada de Apollo 1, quando um incêndio começou na cabine, matando os três astronautas. Seguiu-se uma completa revisão de segurança do Programa Apollo. Durante esse período ocorreu a Apollo 5, um teste não-tripulado e o primeiro com o Módulo Lunar.
A primeira missão tripulada passou a ser a Apollo 7, planejada sob novo cronograma para outubro de 1968. Esta foi a primeira a testar o bloco II do Módulo de Comando e Serviço e não incluía um Módulo Lunar. A NASA tinha adotado em 1967 uma série de missões designadas por letras que levariam até o pouso na Lua, a "missão G", com a finalização de uma sendo um pré-requisito para a seguinte. A Apollo 7 seria uma "missão C" e a "missão D" era o teste tripulado do Módulo Lunar, que na época estava atrasado e ameaçando o objetivo do ex-presidente John F. Kennedy de realizar uma alunissagem tripulada até o final da década. A tripulação de McDivitt foi anunciada oficialmente pela NASA em novembro de 1967 como a principal para a missão D, um longo teste dos dois módulos em órbita da Terra.
George Low, Gerente do Programa Apollo, propôs em agosto de 1968, a fim de manter o objetivo de Kennedy no cronograma, que a Apollo 8 poderia ir para uma órbita lunar sem um Módulo Lunar caso a Apollo 7 transcorresse bem. A Apollo 8 até então era uma missão D e a Apollo 9 uma "missão E", um teste em órbita terrestre média. A NASA aprovou a ideia de enviar a Apollo 8 para a Lua, o que fez da Apollo 9 uma missão D, com Slayton oferecendo a McDivitt a oportunidade de ficar na Apollo 8 e assim ir para a órbita lunar. O astronauta recusou em nome de seus companheiros de tripulação, preferindo permanecer em uma missão D, que seria agora a Apollo 9.
A Apollo 7 foi bem sucedida e as duas tripulações foram invertidas. Essa mudança também afetou quem seriam os primeiros astronautas a pisar na Lua, pois as tripulações reservas da Apollo 8 e Apollo 9 também foram invertidas junto com as principais. A regra na época era que uma tripulação reserva se tornasse a principal três missões depois, isto colocou a tripulação de Neil Armstrong na posição de realizar a primeira a alunissagem como a reserva da de Borman, no lugar da tripulação de Pete Conrad.

## Equipe

### Principal
| Posição                     | Astronauta             |
| --------------------------- | ---------------------- |
| Comandante                  | James A. McDivitt      |
| Piloto do Módulo de Comando | David R. Scott         |
| Piloto do Módulo Lunar      | Russell L. Schweickart |

McDivitt nasceu em 1929 em Chicago, Illinois, e se formou na Universidade de Michigan em 1951 e no mesmo ano entrou na Força Aérea, voando 145 missões de combate durante a Guerra da Coreia. Foi selecionado astronauta em 1962 como parte do Grupo 2 da NASA e foi ao espaço pela primeira vez em 1965 como comandante da Gemini IV junto com Edward White. Scott nasceu em 1932 em San Antonio, Texas, e se formou em 1954 na Academia Militar dos Estados Unidos. Serviu na Força Aérea e recebeu dois diplomas avançados do Instituto de Tecnologia de Massachusetts em 1962, sendo selecionado no ano seguinte no Grupo 3 de Astronautas da NASA. Ele voou na Gemini VIII em 1966 como piloto ao lado de Neil Armstrong. Schweickart nasceu em 1935 em Neptune Township, Nova Jérsei, e também se formou no Instituto de Tecnologia de Massachusetts, servindo na Força Aérea e na Guarda Aérea Nacional entre 1956 e 1963, quando foi selecionado para integrar o Grupo 3 de Astronautas.

### Reserva
| Posição                     | Astronauta                |
| --------------------------- | ------------------------- |
| Comandante                  | Charles "Pete" Conrad Jr. |
| Piloto do Módulo de Comando | Richard F. Gordon Jr.     |
| Piloto do Módulo Lunar      | Alan L. Bean              |

A tripulação reserva originalmente tinha Clifton Williams como Piloto do Módulo Lunar, porém ele morreu em outubro de 1967 quando seu Northrop T-38 Talon caiu perto de Tallahassee. Conrad originalmente queria Bean em sua tripulação, que fora seu aluno na Escola de Pilotos de Teste Navais, porém Slayton havia lhe falado que Bean não estava disponível por estar designado para o Programa de Aplicações da Apollo. Conrad pediu por Bean novamente depois da morte de Williams e desta vez Slayton cedeu. Conrad, Gordon e Bean posteriormente voaram para a Lua em novembro de 1969 como a tripulação principal da missão Apollo 12.

### Suporte
Uma terceira tripulação de astronautas foi adicionada para o Programa Apollo, conhecida como tripulação de suporte. Esta mantinha o plano de voo, lista de checagens e regras da missão, também garantindo que as tripulações principais e reservas fossem notificadas de mudanças. Também desenvolviam procedimentos, especialmente para situações de emergência, assim estivessem prontos para quando as tripulações principal e reserva fossem treinar em simuladores, permitindo a prática e domínio.
A tripulação de suporte da Apollo 9 era formada por Stuart Roosa, Jack Lousma, Edgar Mitchell e Alfred Worden. Lousma originalmente não estava na equipe de suporte, porém foi promovido para a posição depois de Fred Haise ter sido designado como Piloto do Módulo Lunar reserva da Apollo 8. Vários astronautas de diferentes tripulações foram alterados após Michael Collins, o Piloto do Módulo de Comando original da Apollo 8, ser removido por ter sido diagnosticado com uma hérnia de disco cervical.

### Controle da Missão

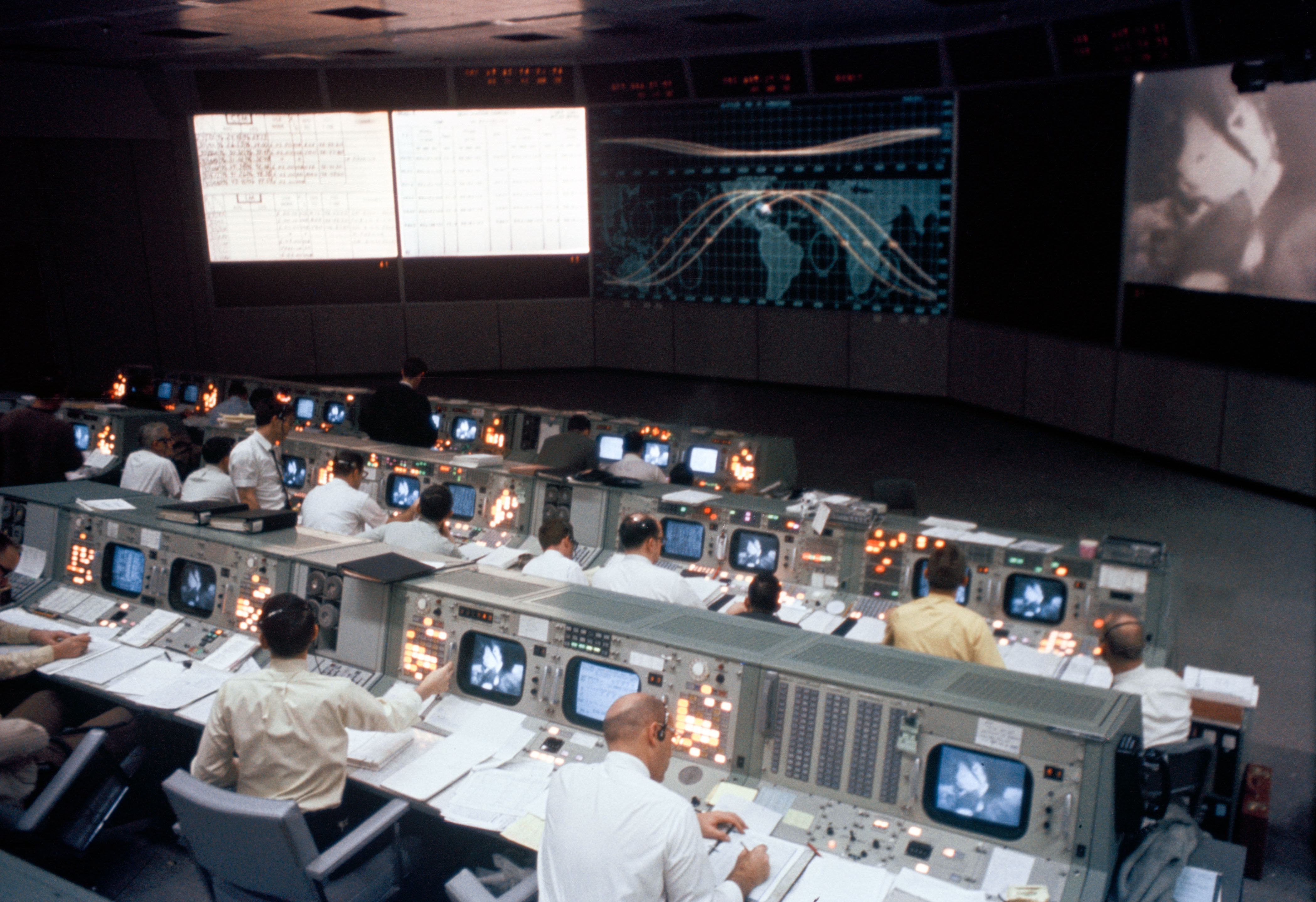
O Controle da Missão em Houston durante uma das transmissões televisivas da Apollo 9

O comunicador com a cápsula (CAPCOM) era um astronauta do Controle da Missão em Houston, Texas, que era a única pessoa autorizada a se comunicar diretamente com a tripulação da nave espacial. Os CAPCOMs da Apollo 9 foram Conrad, Gordon, Bean, Worden, Roosa e Ronald Evans. Também havia três diretores de voo divididos em três equipes diferentes, cada uma trabalhando normalmente em turnos de aproximadamente algumas horas de duração cada. Para a Apollo 9 os diretores de voo foram Gene Kranz no primeiro turno, Gerald Griffin no segundo turno e Pete Frank no terceiro.

## Emblema

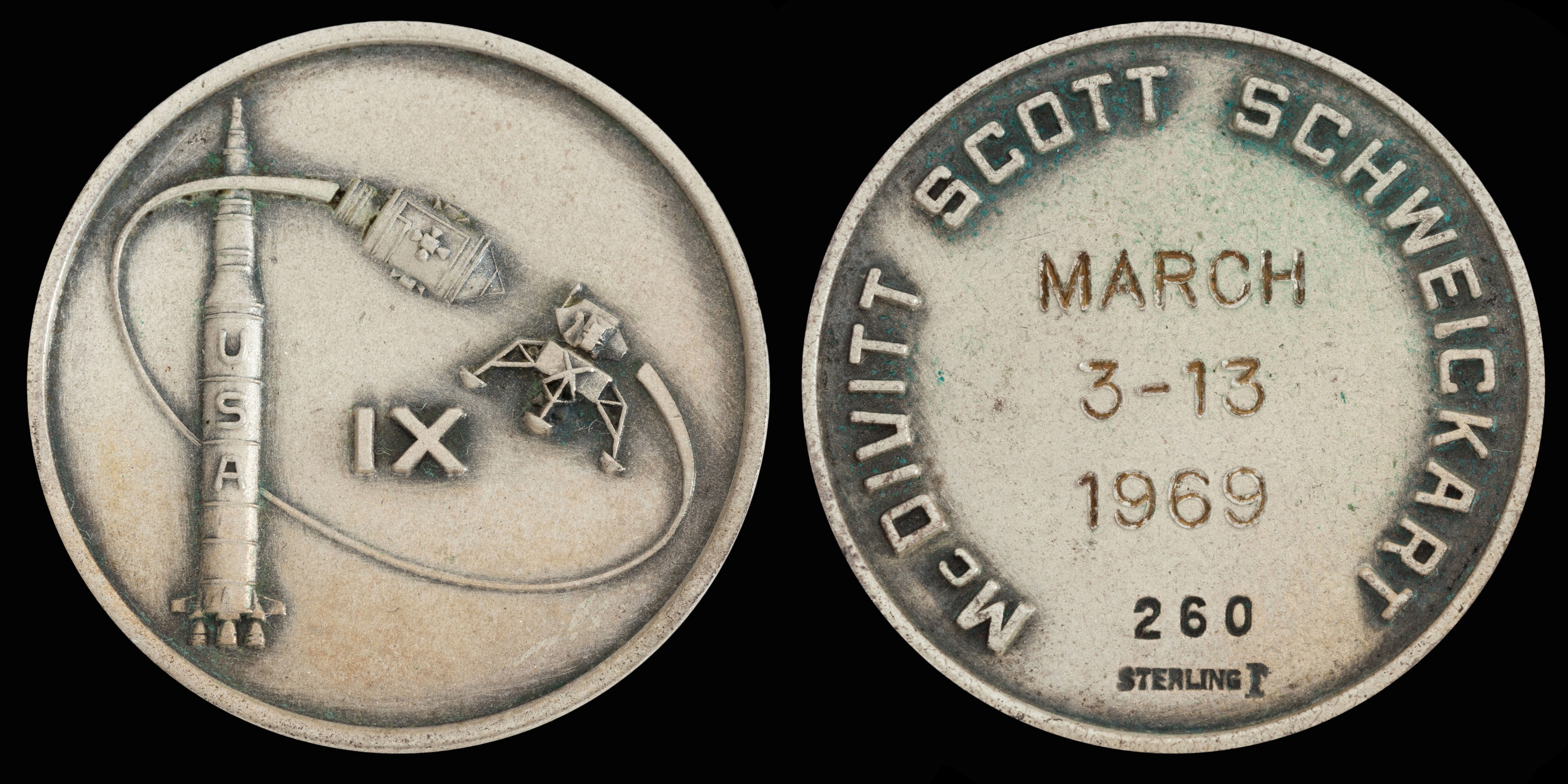
Um medalhão de prata comemorativo da Apollo 9

O emblema da Apollo 9 é circular e mostra um desenho do foguete Saturno V com as letras "USA" escritas em sua lateral. À sua direita está um Módulo de Comando e Servilo Apollo ao lado de um Módulo Lunar Apollo, com a dianteira do primeiro apontada para a "porta da frente" do segundo, não para seu ponto de acoplagem no topo. O Módulo de Comando e Serviço está puxando uma cauda de foguete em círculo. Os nomes dos três astronautas estão escritos na parte superior do círculo, com "Apollo IX" na parte de baixo. O "D" no nome de McDivitt está preenchido com vermelho a fim de mostrar que a Apollo 9 era uma missão D na sequência alfabética de missões do Programa Apollo. O emblema foi desenhado por Allen Stevens da North American Rockwell.

## Preparações
O principal objetivo da Apollo 9 era qualificar o Módulo Lunar para voos tripulados na Lua, demonstrando, dentre outras coisas, que poderia realizar as manobras necessárias para alunissagem, incluindo acoplamento com o Módulo de Comando e Serviço. Os historiadores Colin Burgess e Francis French consideraram que a tripulação da Apollo 9 estava entre as mais bem treinadas do Programa Apollo, pois estavam trabalhando juntos desde janeiro de 1966, inicialmente como reservas da Apollo 1, e depois sempre designados com a missão de fazer o primeiro voo do Módulo Lunar. O diretor de voo Gene Kranz afirmou que os três astronautas eram os mais bem preparados para sua missão, destacando Scott como um Piloto do Módulo de Comando extremamente bem versado. Os tripulantes passaram por aproximadamente 1800 horas de treinos específicos para sua missão, equivalente a sete horas para cada hora que realmente passariam no espaço. Seu treinamento ocorreu até no dia do incêndio da Apollo 1, dentro da primeira espaçonave bloco II que originalmente voariam. Eles participaram de checagens de veículos na fábrica da North American Rockwell em Downey, Califórnia, a construtora do Módulo de Comando e Serviço, e na fábrica da Grumman em Bethpage, Nova Iorque, a construtora do Módulo Lunar. Também participaram de testes dos módulos no local de lançamento.

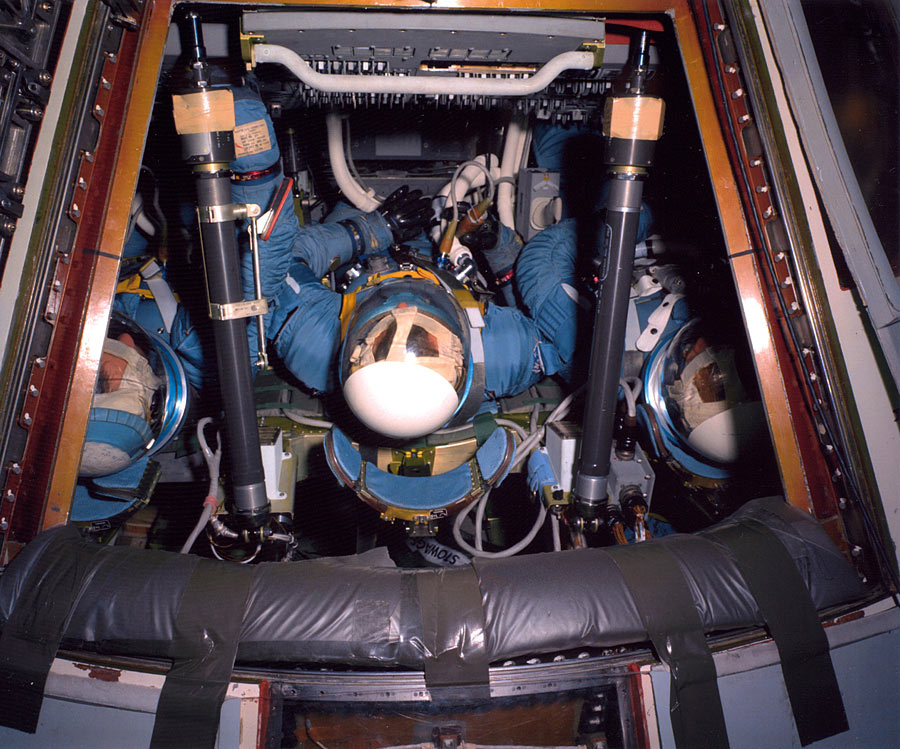
McDivitt, Scott e Schweickart treinando dentro do Módulo de Comando

A tripulação passou por diferentes tipos de treinamento, incluindo em simulações de microgravidade, tanto em um tanque de água quanto a bordo de uma aeronave de gravidade reduzida. Praticaram suas planejadas atividades extraveiculares durante esses treinamentos. Também viajaram para o Instituto de Tecnologia de Massachusetts em Cambridge a fim de treinarem no Computador de Orientação da Apollo. Os três estudaram o céu no Centro Planetário e de Ciência Morehead na Universidade da Carolina do Norte em Chapel Hill e no Observatório Griffith em Los Angeles, especialmente as 37 estrelas usadas pelo computador. Cada um passou mais de trezentas horas em simuladores dos módulos no Centro de Espaçonaves Tripuladas em Houston, algumas vezes contando com a participação ao vivo do Controle da Missão. Também houve tempo passado em simuladores localizados em outras instalações.
A Apollo 9, como a primeira missão a usar os dois módulos e o Saturno V, permitiu que a equipe de preparação de lançamento do Centro Espacial John F. Kennedy tivesse sua primeira oportunidade de simular o lançamento de uma missão lunar completa. O Módulo Lunar chegou da Grumman em junho de 1968 e foi sujeito a vários testes, incluindo em uma câmara de altitude com o objetivo de simular as condições espaciais. Ao mesmo tempo, outros técnicos montaram o Saturno V dentro do Edifício de Montagem de Veículos. Os Módulos de Comando e Serviço chegaram no centro em outubro, porém até mesmo a experimente equipe da North American teve dificuldades para juntá-los. O Módulo de Comando e Serviço substituiu o Módulo Lunar na câmara de altitude assim que os testes do segundo terminaram, permitindo que equipamentos como antenas e o radar de encontro fossem instalados. Não houve grandes atrasos e o foguete deixou o Edifício de Montagem de Veículos no dia 3 de janeiro e 1969 e levado por uma esteira transportadora até a Plataforma de Lançamento 39A. Avaliações de prontidão dos módulos e do Saturno V foram realizadas nas semanas seguintes.

## Equipamentos

### Saturno V

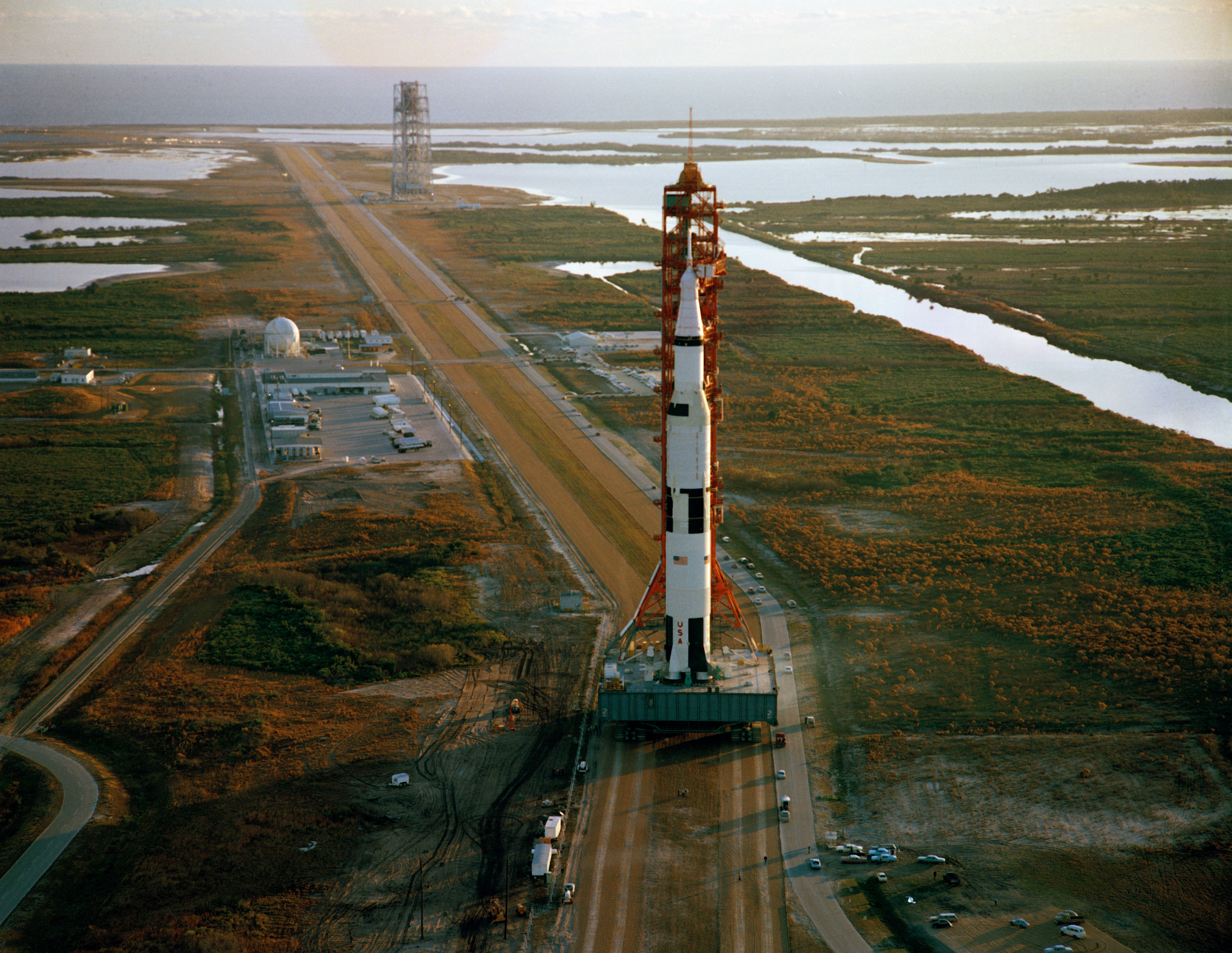
O Saturno V com a espaçonave da Apollo 9 sendo transferido para o Complexo de Lançamento 39 em 3 de janeiro de 1969

O Saturno V usado na Apollo 9 tinha a designação AS-504 e foi o quarto de seu tipo a voar, o segundo a carregar astronautas e o primeiro a levar um Módulo Lunar. O primeiro estágio S-IC foi desenvolvido pela Boeing junto com o Centro de Voos Espaciais George C. Marshall e construído na Instalação de Montagem de Michoud em Nova Orleães, Luisiana; o segundo estágio S-II foi produzido pela North American Rockwell em Seal Beach, Califórnia; o terceiro estágio S-IVB foi montado pela McDonnell Douglas em Huntington Beach, Califórnia; e a Unidade de Instrumentos foi construída pela IBM em Huntsville, Alabama.
Apesar do foguete ter uma configuração similar a aquele usado na Apollo 8, várias alterações foram realizadas. O núcleo central da câmara dos motores F-1 do estágio S-IC foi removida, dessa forma economizando peso e permitindo um pequeno aumento de impulso específico. Peso também foi reduzido ao substituir os revestimentos dos tanques de oxigênio líquido com materiais mais leves, com outros componentes também recebendo versões mais leves. A eficiência do estágio S-II foi aumentada com versões atualizadas dos motores J-2, além da implementação de um sistema de circuito fechado de utilização de propelente, diferente do sistema aberto empregado na Apollo 8. Aproximadamente 1 470 quilogramas de peso foram reduzidos do segundo estágio, com dezesseis por cento desse valor vindo da redução da espessura das paredes laterais dos tanques de combustível.

### Espaçonave Apollo
A Apollo 9 usou o Módulo de Comando e Serviço designado CSM-104, o terceiro modelo bloco II a voar com astronautas a bordo. A Apollo 8 não tinha equipamentos de acoplagem pois voou sem um Módulo Lunar; a Apollo 9 por sua vez voou com uma montagem de sonda e cone usada para acoplagem, junto com outros equipamentos instalados perto da escotilha dianteira do módulo. Isto permitia um acoplamento rígido entre as duas espaçonaves e a transferência interna de pessoal e equipamentos entre os dois módulos. Caso as missões Apollo 8 e Apollo 9 não tivessem sido invertidas, a missão de órbita terrestre teria voado com o CSM-103 que foi usado na Apollo 8.

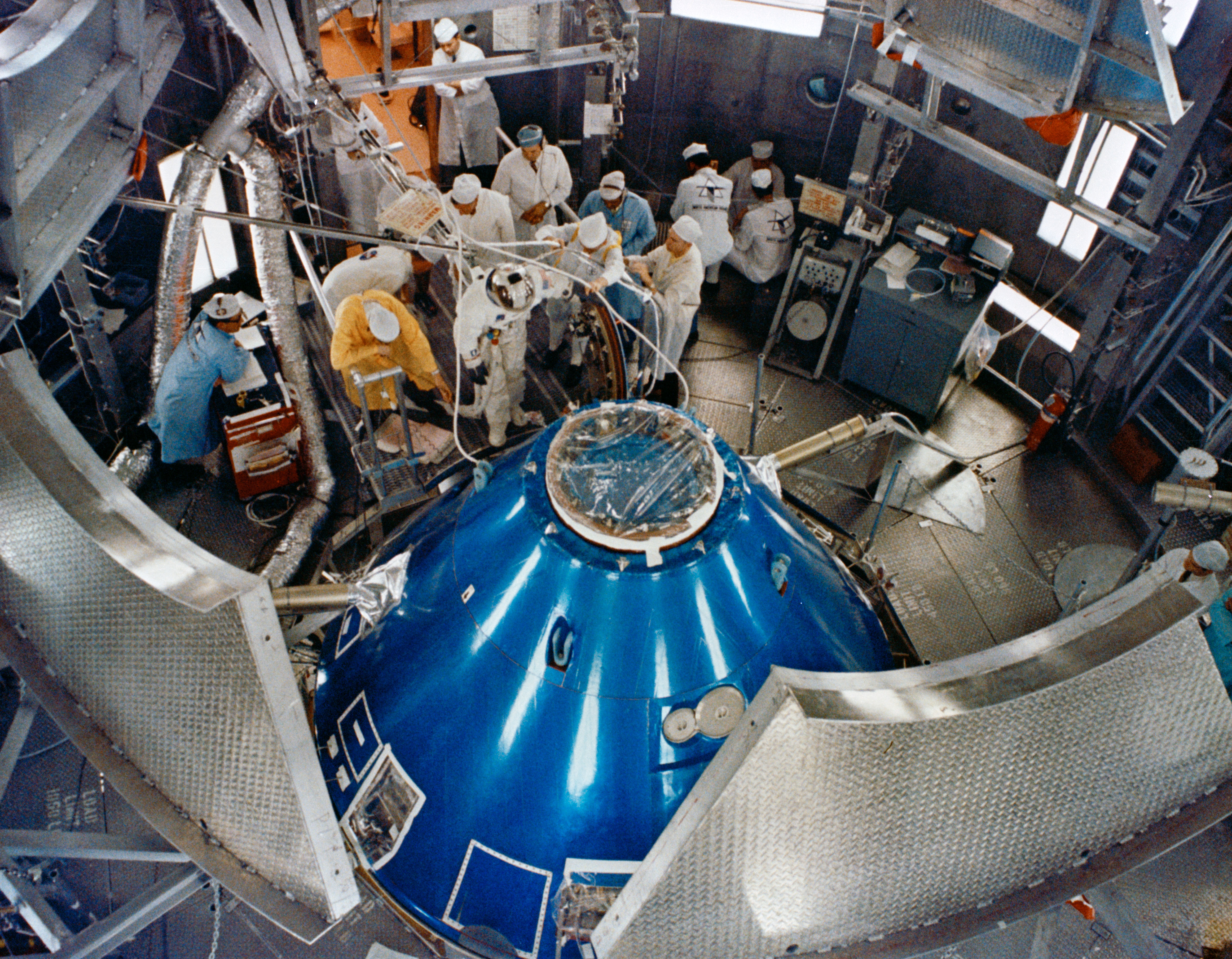
A tripulação reserva da Apollo 9 treinando a bordo do Gumdrop

A missão originalmente usaria o LM-2 como seu Módulo Lunar, porém a tripulação encontrou diversas falhas, muitas associadas com o fato de ser o primeiro módulo pronto para voo. O atraso ocasionado pela inversão de missões permitiu que o LM-3 ficasse disponível, uma máquina que os astronautas consideraram muito superior. O LM-2 e o LM-3 não poderiam ser enviados para a Lua pois eram muito pesados, com o programa de redução de peso da Grumman só tendo ficado totalmente eficiente com o LM-5, usado na Apollo 11. Pequenas rachaduras na estrutura de liga de alumínio do LM-3 causadas pelo estresse da inserção de rebites foi um problema recorrente; os engenheiros da Grumman continuaram a trabalhar nos concertos até o módulo ser montado no Saturno V em dezembro de 1968. O LM-2 nunca foi para o espaço e hoje está em exibição no Museu Nacional do Ar e Espaço.
Os astronautas do Programa Apollo receberam versões iniciais do Walkman, gravadores de cassete portáteis para que gravassem suas observações durante as missões. A tripulação da Apollo 9 foi a primeira a receber permissão para levar fitas com músicas, uma para cada astronauta, que poderiam ser tocadas no Walkman. McDivitt e Scott levaram canções easy listening e country, enquanto Schweickart levou música clássica; esta fita desapareceu até o nono dia da missão, quando lhe foi entregue por Scott.
A NASA proibiu que os astronautas nomeassem suas espaçonaves depois de Grissom ter nomeado a cápsula da Gemini III de Molly Brown e se recusado a alterá-la depois. O fato que os dois módulos da espaçonave Apollo iriam se separar durante a missão da Apollo 9, e assim necessitar de sinais de chamada diferentes, fez os três astronautas pressionarem por uma mudança nas regras. Começaram a se referir ao Módulo de Comando e Serviço durante os treinamentos de Gumdrop (em português: "Jujuba"), inspirados pela aparência da cápsula enquanto envolta por uma cobertura protetiva azul dentro da qual tinha sido enviada pela North American; já o Módulo Lunar eles chamaram de Spider (em português: "Aranha") por causa de sua aparência com as pernas de pouso estendidas. A equipe de relações públicas da NASA achou que os nomes eram muito informais, porém eles acabaram ganhando sanção oficial. A agência passou a exigir nomes mais formais a partir da Apollo 11.

### Trajes espaciais

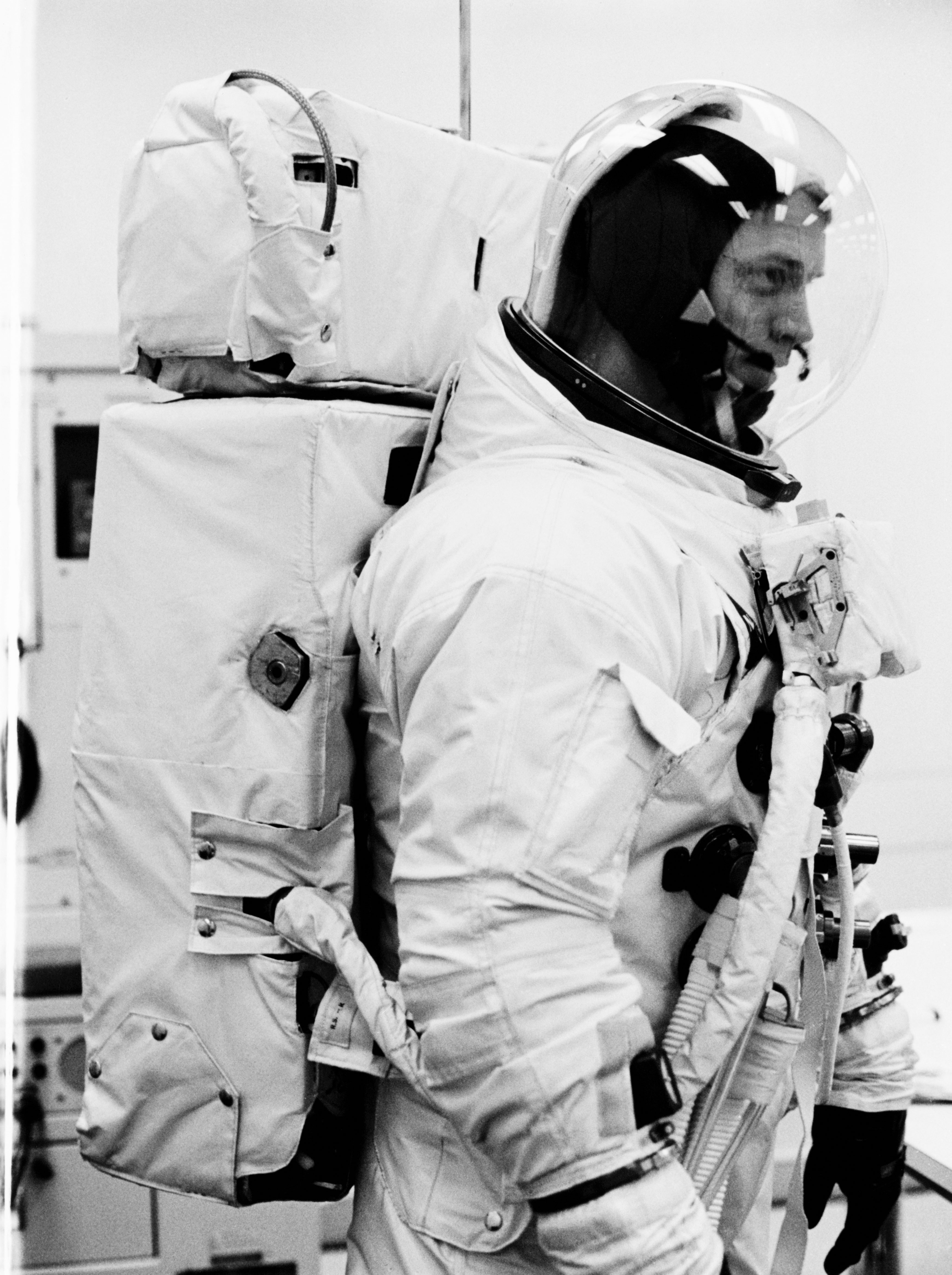
Schweickart com traje espacial

A mochila da Unidade de Mobilidade Extraveicular voou pela primeira vez na Apollo 9 e foi usada por Schweickart durante sua caminhada espacial. Esta incluía o Sistema Portátil de Suporte de Vida, que proporcionava oxigênio para o astronauta e água para o Vestuário de Refrigeração Líquida, que ajudava a impedir o superaquecimento durante a atividade extraveicular. Também presente estava o Sistema de Expurgo de Oxigênio, a "colcha de cama" em cima da mochila, que poderia proporcionar oxigênio por aproximadamente uma hora caso o Sistema Portátil falhasse. Uma versão mais avançada e aprimorada da Unidade de Mobilidade foi utilizada na alunissagem da Apollo 11.
Scott, durante sua atividade extraveicular em pé da escotilha do Gumdrop, não usou um Sistema Portátil, porém estava conectado aos sistemas de suporte de vida do Módulo de Comando por meio de um cabo umbilical, utilizando uma Válvula de Controle de Pressão. Este dispositivo tinha sido criado em 1967 com o objetivo de permitir atividades extraveiculares em pé através das escotilhas do Módulo de Comando e do Módulo Lunar, ou ainda para breves caminhadas espaciais. Foi posteriormente usada por Scott na Apollo 15 durante sua atividade extraveicular em pé na superfície lunar, além de em caminhadas espaciais dos pilotos do módulo de comando nas três últimas missões do Programa Apollo.

## Missão

### Lançamento

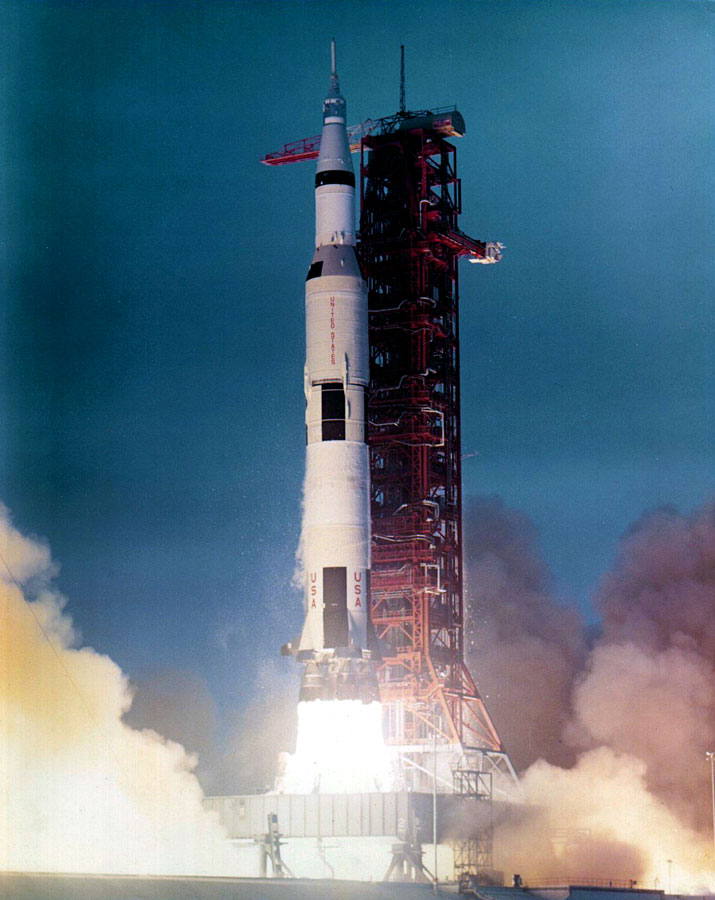
O lançamento da Apollo 9 às 16h UTC de 3 de março de 1969

O lançamento da Apollo 9 estava originalmente marcado para acontecer em 28 de fevereiro de 1969, porém foi adiado porque os três astronautas pegaram um resfriado e a NASA não queria arriscar que essa condição afetasse seu desempenho na missão. Turnos de trabalho sem parar foram necessários para manter a espaçonave em prontidão, com o custo do atraso chegando a quinhentos mil dólares. O Saturno V com a Apollo 9 foi lançado às 16h00min00s UTC (11h00min00s EST, horário local) de 3 de março. Isto estava dentro da janela de lançamento, que teria permanecido aberta por mais três horas e quinze minutos. Presente na sala de controle de fogo no Centro Espacial Kennedy estava o vice-presidente Spiro Agnew, representando o governo do presidente Richard Nixon.
McDivitt relatou uma viagem tranquila durante o lançamento, porém houve alguma vibração e os astronautas ficaram surpresos ao serem jogados para frente quando o primeiro estágio do foguete foi desligado, pouco antes do segundo estágio ser acionado, quando foram então jogados de volta para seus acentos. Cada um dos dois primeiros estágios teve uma performance abaixo do esperado, uma deficiência que foi parcialmente compensada pelo terceiro estágio. O estágio S-IVB foi desligado depois de pouco mais de onze minutos de missão, com a Apollo 9 entrando inicialmente em uma órbita de espera de 164,6 por 167,2 quilômetros.
A tripulação começou sua primeira grande tarefa com a separação do Gumdrop do estágio S-IVB depois de 2h41min de missão, realizando então uma manobra de transposição, acoplamento e extração, que envolvia virar o módulo para trás e acoplá-lo com o Spider, depois do qual a espaçonave combinada separaria-se do foguete. A alunissagem não poderia ocorrer caso a acoplagem não pudesse ser realizada. Era a responsabilidade de Scott pilotar o Módulo de Comando e Serviço, que ele o fez para uma acoplagem bem sucedida. McDivitt e Schweickart inspecionaram o túnel que conectava os dois módulos, com a espaçonave completa separando-se do S-IVB. A tarefa seguinte era demonstrar que as duas naves acopladas poderiam ser manobradas com um único motor. Uma queima de cinco segundos ocorreu com seis horas de missão, realizada pelo Sistema de Propulsão de Serviço, depois da qual Scott relatou com animação que o Spider continuava no lugar. O S-IVB foi acionado mais uma vez depois disso e enviado para uma órbita solar.

### Checagens e doença
Houve um período de sono agendado entre às nove e dezenove horas e meia de missão. Os astronautas dormiram bem, porém reclamaram de serem acordados repetidas vezes por transmissões que não estavam em inglês. Scott teorizou que eram possivelmente em chinês. O destaque do segundo dia em órbita foram três queimas do Sistema de Propulsão de Serviço. A primeira ocorreu com 22 horas e doze minutos de missão e durou 110 segundos, que incluía o giro ou "chacoalho" do motor com o objetivo de testar se o piloto automático conseguia diminuir as oscilações induzidas, o que o fez em cinco segundos. Outras duas queimas ocorreram e diminuíram a carga de combustível do módulo. A espaçonave e o motor passaram em todos os testes, algumas vezes de forma mais robusta do que esperado. A performance do Gumdrop ao permanecer estável enquanto estava sendo chacoalhado ajudaria McDivitt em 1972, então na capacidade de gerente do Programa da Espaçonave Apollo, a aprovar a continuação da Apollo 16 depois do Módulo de Comando e Serviço ter passado por instabilidades depois de se separar do Módulo Lunar em órbita da Lua.
O plano de voo para o terceiro dia era para o comandante e o piloto do módulo lunar entrassem no Spider a fim de checar seus sistemas e usar seu motor de descida para mover toda a espaçonave. O motor de descida era o reserva do Sistema de Propulsão de Serviço; a capacidade para usá-lo nessa função provou-se crítica durante a Apollo 13. O plano de voo ficou questionável depois de Schweickart ter vomitado, estando sofrendo de síndrome de adaptação ao espaço, com McDivitt sentindo-se enjoado também. Os astronautas passaram a evitar movimentos físicos repentinos, porém as manobras de contorção para conseguirem vestir seus trajes espaciais fez com que adoecessem. Essa experiência ensinaria aos médicos o suficiente sobre a síndrome para que os astronautas a evitassem nas alunissagens, porém na época Schweickart achou que seus vômitos poderiam atrapalhar o objetivo de Kennedy. Os dois estavam bem o bastante para continuarem com os objetivos do dia, entrando no Spider e assim transferindo-se para outro veículo espacial pela primeira vez no programa espacial dos Estados Unidos, sendo também os primeiros na história a fazer a transferência sem a necessidade de uma caminhada espacial, como os soviéticos tinham feito. As escotilhas foram então fechadas, porém os módulos permaneceram acoplados, mostrando que os sistemas de comunicação e suporte de vida do Spider poderiam funcionar isolados do Gumdrop. As pernas de pouso abriram-se para a posição que ficariam na alunissagem.

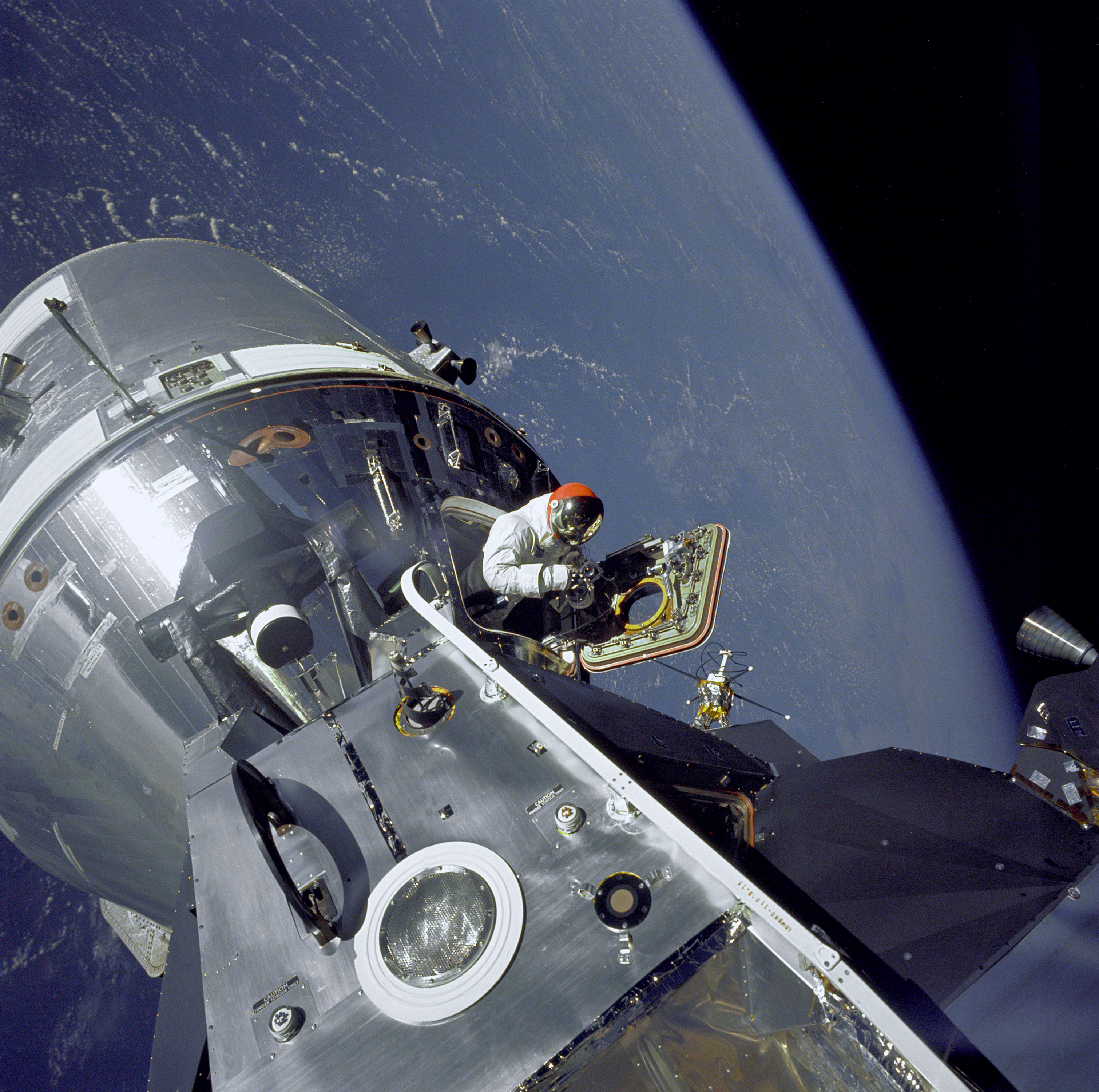
Scott em pé na escotilha do Gumdrop, visto por Schweickart no Spider

Schweickart vomitou de novo no Módulo Lunar, fazendo McDivitt pedir um canal particular para os médicos em Houston. O primeiro episódio não tinha sido relatado por ter sido breve, porém houve "repercussões e uma série de histórias desfavoráveis" quando a imprensa descobriu o que tinha ocorrido com o astronauta. Terminaram a checagem do módulo, incluindo o acionamento bem sucedido do motor de descida, retornando então para o Gumdrop. Essa queima durou pouco mais de seis minutos e simulou o padrão que seria usado na alunissagem. O Sistema de Propulsão de Serviço foi ligado uma quinta vez depois do retorno dos dois e levou a Apollo 9 para uma órbita de 228,5 por 239,7 quilômetros, em preparação para as manobras de encontro.

### Testes principais
O programa do quarto dia era para Schweickart sair pela escotilha do Spider e fazer seu caminho até a escotilha do Gumdrop, onde Scott estaria para ajudar, demonstrando assim que a transferência poderia ocorrer em caso de uma emergência. Schweickart usaria seu mochila com suporte de vida, a mesma que seria usada nas atividades extraveiculares na superfície da Lua. Esta era a única caminhada espacial programada para antes da primeira alunissagem, sendo assim a única oportunidade de testar o Sistema Portátil de Suporte de Vida no espaço. McDivitt inicialmente cancelou a atividade extraveicular por causa da condição de Schweickart, porém voltou atrás depois de seu companheiro relatar que estava se sentindo melhor, permitindo apenas que o astronauta se movimentasse ao redor do Spider usando os corrimãos. Scott ficou na escotilha do Gumdrop; os dois se fotografaram e recuperaram experimentos do exterior de seus módulos. Schweickart achou que se movimentar no espaço era mais fácil do que nas simulações; os dois estavam seguros que Schweickart poderia ter completado a transferência externa se preciso, mas acharam que era desnecessário. Schweickart, durante sua caminhada espacial, usou o sinal de chamada "Andarilho Vermelho", referência ao seu cabelo ruivo.

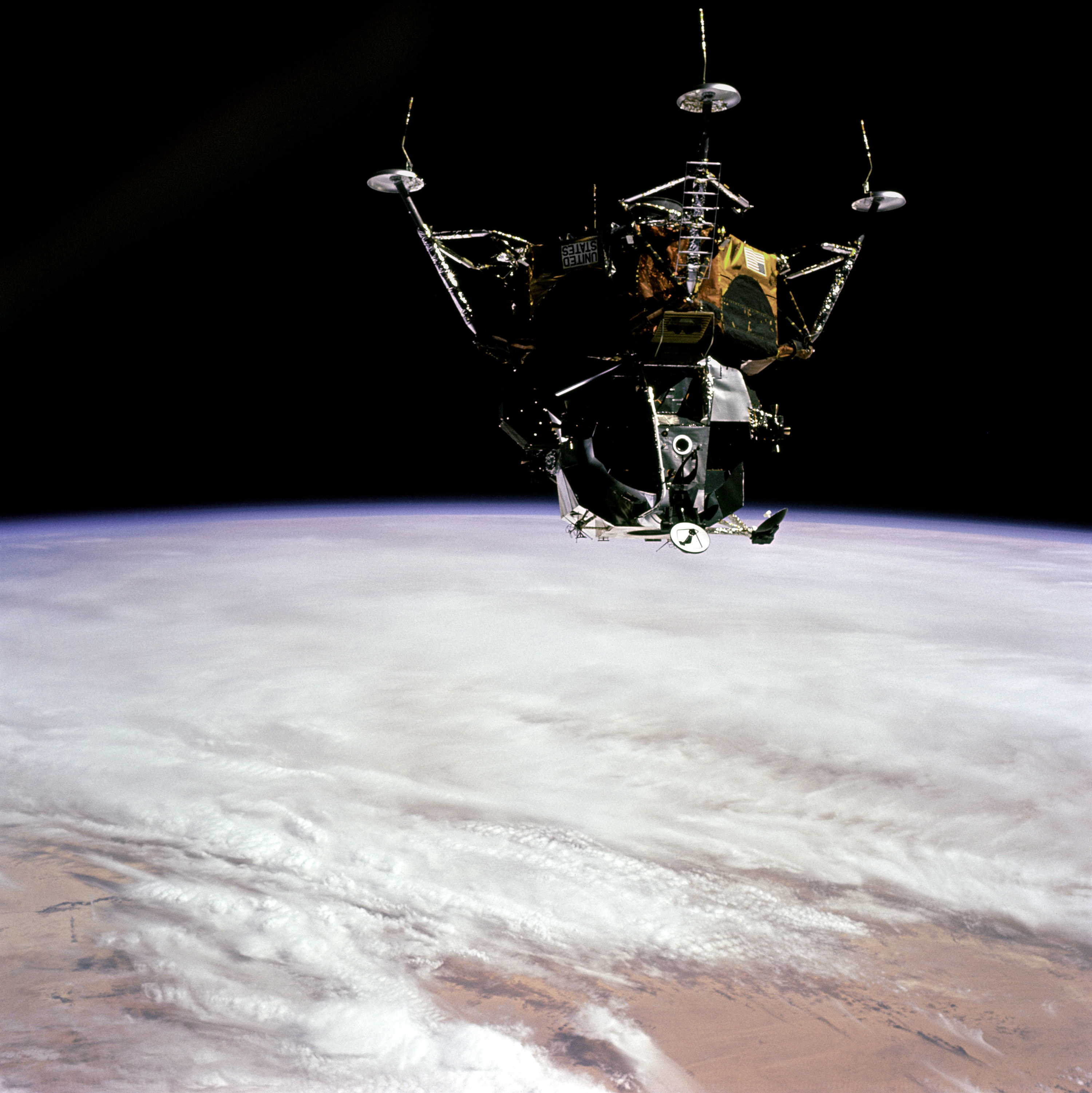
O Spider em órbita da Terra, visto por Scott a bordo do Gumdrop

No quinto dia, 7 de março, ocorreu "o evento chave de toda a missão: a separação e encontro do módulo lunar e do módulo de comando". O Módulo Lunar não podia levar os astronautas de volta para a Terra, tendo sido esta a primeira vez na história que humanos voaram em um veículo espacial que não poderia levá-los de volta para casa. McDivitt e Schweickart entraram no Spider cedo naquele dia, tendo conseguido permissão para fazerem isso sem estarem usando seus capacetes e luvas, o que facilitava a preparação do módulo. O Spider inicialmente ficou preso nas travas da sonda de acoplagem quando Scott, dentro do Gumdrop, apertou o botão para soltá-lo, porém ele apertou novamente e o Módulo Lunar foi liberado em segurança. O Spider passou por volta de 45 minutos perto do Gumdrop e então foi para uma órbita levemente mais alta, significando que as duas naves se separariam ao longo do tempo. McDivitt pelas horas seguintes acionou o motor de descida várias vezes em diferentes potências; até o final do dia o Módulo Lunar foi minuciosamente testado em voo. A uma distância de 185 quilômetros o Spider começou a diminuir sua órbita e assim se reaproximar do Gumdrop, um processo que durou mais de duas horas, com o estágio de descida sendo descartado.
A aproximação e encontro foram realizadas o mais próximo possível do que estava sendo planejado para as missões lunares. O Spider foi o elemento ativo da manobra com o objetivo de mostrar que qualquer um dos módulos poderia realizar a ação. McDivitt levou o Spider para perto do Gumdrop, então manobrou sua nave para mostrar as laterais para Scott, permitindo assim que possíveis danos fossem inspecionados. McDivitt então acoplou o módulo. Teve dificuldades em fazer isso por causa do brilho do sol e Scott o guiou durante o processo. O trabalho de acoplar as duas espaçonaves em órbita lunar nas missões futuras ficou a cargo do piloto do módulo de comando. Schweickart e McDivitt então retornaram para o Gumdrop e o Spider foi descartado, com seu motor sendo acionado remotamente pelo Controle da Missão até acabar o combustível como parte de mais testes, assim simulando a viagem do estágio de subida saindo da superfície da Lua. Isto aumentou o apogeu para mais de 6,9 mil quilômetros. O único grande sistema do Módulo Lunar a não ser testado completamente foi seu radar de alunissagem, já que isto não poderia ser feito em órbita da Terra.

### Últimos dias
A Apollo 9 ficaria no espaço por dez dias com o objetivo de checar como o Módulo de Comando e Serviço funcionaria pelo período necessário para uma missão lunar. A maioria dos principais eventos foram marcados para os primeiros dias a fim de completá-los rápido caso a missão precisasse ser encerrada mais cedo. Os dias restantes foram conduzidos em um ritmo mais tranquilo. Com os principais objetivos realizados, a janela da escotilha foi usada para fotografar a Terra usando quatro câmeras Hasselblad idênticas, com elas tendo sido presas em duplas e equipadas com películas sensíveis a diferentes partes do espectro eletromagnético. Fotografias desse tipo permitiram que diferentes elementos da superfície terrestre aparecessem, como poluição aquática e o destaque de áreas agrícolas por meio de infravermelho. Esse sistema de câmera era um protótipo que pavimentou o caminho para o Satélite de Tecnologia de Recursos Terrestres, predecessor do Programa Landsat. As fotografias foram bem sucedidas pois o longo tempo em órbita permitiu que a tripulação esperasse o desaparecimento de cobertura de nuvens, com isto tendo depois ajudado no planejamento da Skylab.
Scott usou um sextante para rastrear marcos da Terra, também virando o instrumento para o céu a fim de observar o planeta Júpiter, praticando assim as técnicas de navegação que seriam usadas nas missões posteriores. Os astronautas também conseguiram rastrear o satélite Pegasus 3, lançado em 1965 na AS-105, além do estágio de subida do Spider. O sexto acionamento do Sistema de Propulsão de Serviço ocorreu no sexto dia, porém foi adiado em uma órbita pois uma queima do sistema de controle de reação necessária para liquidar os reagentes nos tanques não tinha sido programada corretamente. A queima diminuiu o perigeu da Apollo 9, permitindo melhor capacidade de tirar a nave de órbita para os propulsores do sistema de controle de reação, que eram os reservas do Sistema de Propulsão de Serviço.

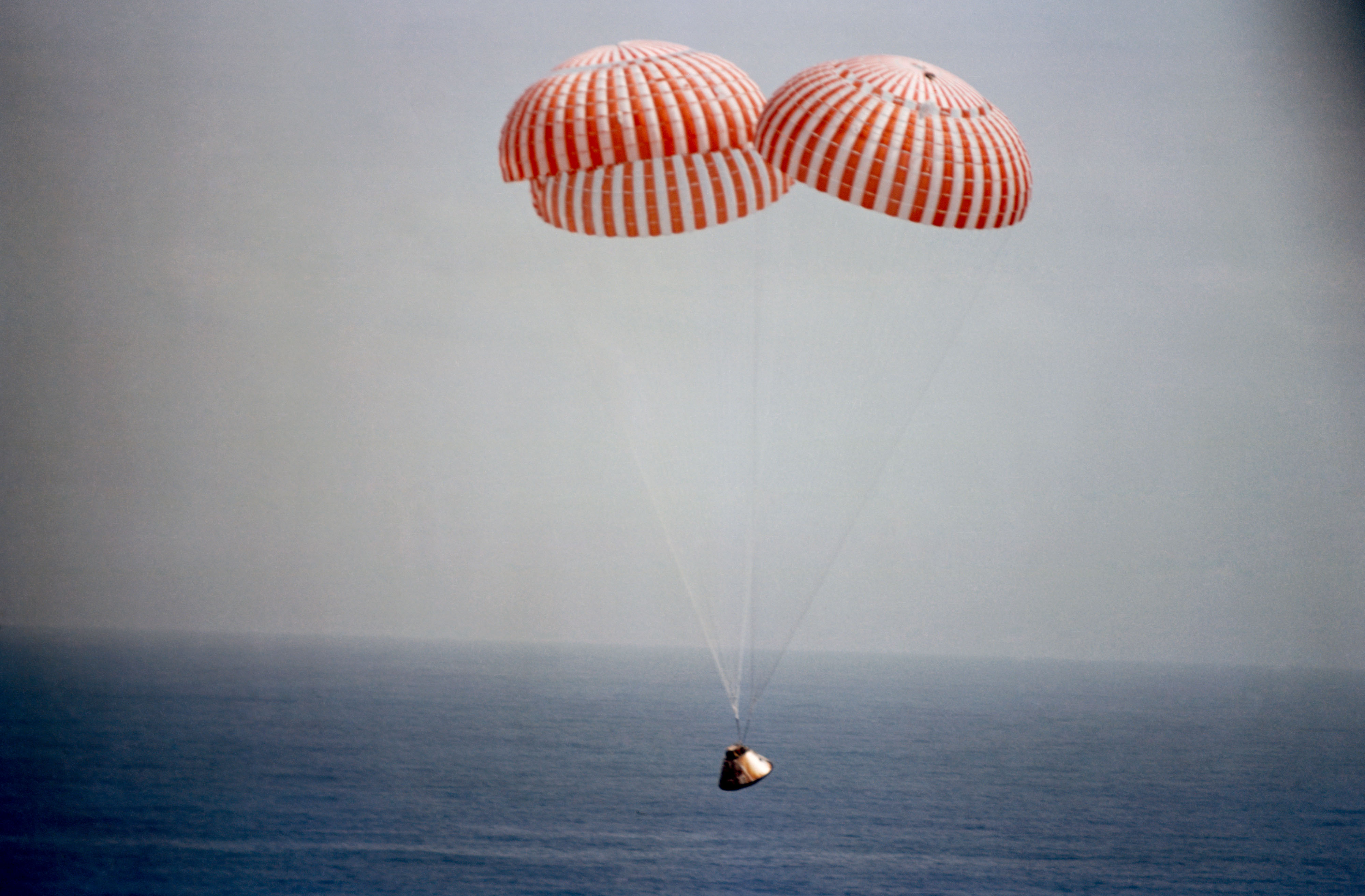
O Gumdrop pouco antes da amerrissagem no Oceano Atlântico em 13 de março

Muitos testes do Módulo de Comando e Serviço ocorreram durante os últimos dias da missão, porém isto era principalmente uma responsabilidade de Scott, dando a McDivitt e Schweickart tempo livre para observarem a Terra; eles alertavam Scott se algo particularmente notável estava se aproximando, deixando seu trabalho momentaneamente de lado para observar a superfície também. A sétima queima do Sistema de Propulsão de Serviço ocorreu no oitavo dia com o objetivo novamente de ajudar nas capacidades do sistema de controle de reação de tirar a espaçonave de órbita, além de aumentar o tempo de vida orbital do Gumdrop. O apogeu foi trocado para o Hemisfério Sul, permitindo maior tempo de queda livre quando a nave voltasse para a Terra. A queima foi estendida a fim de permitir testes do sistema de medição de combustível, que estava se comportando de forma estranha em queimas anteriores. O oitavo e último acionamento do motor principal foi realizado em 13 de março para levar a nave de volta para a Terra, pouco menos de uma hora antes da missão completar dez dias de duração, depois do qual o Módulo de Serviço foi descartado. A amerrissagem foi adiada em uma órbita por causa de mau clima na zona principal de pouso, que ficava 410 quilômetros ao sudoeste das Bermudas. O Gumdrop em vez disso amerrissou aproximadamente trezentos quilômetros ao leste das Bahamas, a 4,8 quilômetros de distância da embarcação de resgate, o navio de assalto anfíbio USS Guadalcanal. A missão teve uma duração total de dez dias, uma hora e 54 minutos. A Apollo 9 foi a última espaçonave a amerrissar no Oceano Atlântico até a Crew Dragon Demo-1 em março de 2019.

## Legado
George Mueller, chefe do Escritório de Voos Espaciais Tripulados, afirmou que a "Apollo 9 foi um voo tão bem sucedido quanto qualquer um de nós poderia desejar, além de ser tão bem sucedido quanto qualquer um de nós já viu". O diretor de voo Gene Kranz definiu a missão como "pura euforia". O tenente-general Samuel C. Phillips, diretor do Programa Apollo, comentou que "em todos os sentidos, excedeu até mesmo nossas expectativas mais otimistas". O astronauta Buzz Aldrin da Apollo 11 estava no Controle da Missão quando o Spider e o Gumdrop acoplaram depois de seus voos solo, e segundo o historiador Andrew Chaikin: "Apollo 9 tinha completado todos os seus principais objetivos. Naquele momento, Aldrin soube que a Apollo 10 também seria bem sucedida e que ele e Armstrong tentariam pousar na Lua. A NASA oficializou em 24 de março".

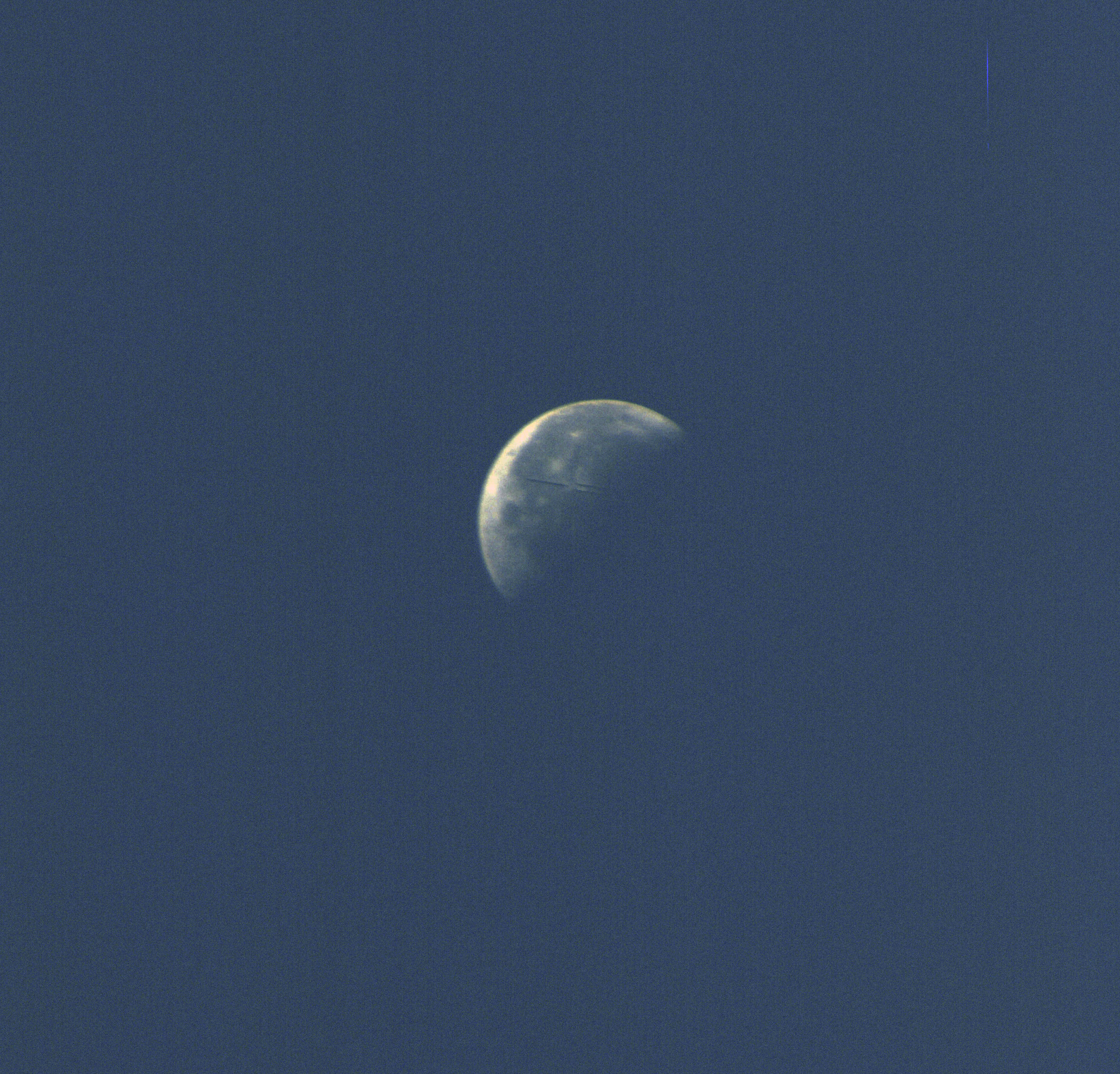
A Lua vista da Apollo 9

McDivitt, apesar de possivelmente ser oferecido com o comando de alguma missão lunar, escolheu deixar o Corpo de Astronautas depois da Apollo 9 e foi nomeado no final do ano o gerente do Programa da Espaçonave Apollo. Scott logo recebeu outra designação espacial como o comandante reserva da Apollo 12, em seguida tornando-se o comandante da Apollo 15, pousando na Lua em 1971. Schweickart voluntariou-se para investigação médica por sua doença espacial, porém não foi capaz de perder o estigma e nunca mais foi designado para uma tripulação principal. Ele pegou uma licença da NASA em 1977 que acabou virando permanente. Eugene Cernan, comandante da Apollo 17, depois afirmou que Schweickart "pagou o preço por todos" quando o assunto foi entender a doença espacial.
A NASA, na euforia pós-sucesso da Apollo 9, decidiu não realizar a "missão E", mais testes em órbita terrestre média, chegando até mesmo considerar também pular a "missão F", o ensaio para a alunissagem, indo direto para a tentativa de pouso real. Isto não foi feito pois a espaçonave designada para a primeira alunissagem ainda estava sendo construída. Oficiais da NASA também acharam que eram necessários mais testes de voo antes da primeira tentativa real de pouso dado as dificuldades anteriores com o Módulo Lunar, além de que orbitar a Lua lhes daria mais oportunidades para estudar concentrações de massa, que tinham afetado a órbita da Apollo 8. Segundo French e Burgess, "De qualquer modo, [...] o sucesso da Apollo 9 garantiu que a missão Apollo seguinte voltaria para a Lua".
O Gumdrop ficou em exposição Centro Espacial e de Ciências de Michigan em Jackson até abril de 2004, quando o museu foi fechado. Foi então transferido para o Museu Aeroespacial de San Diego na Califórnia, onde permanece em exibição até hoje. O Módulo de Serviço foi descartado antes da reentrada e se desintegrou na atmosfera. O estágio de subida do Spider reentrou em 23 de outubro de 1981, enquanto o estágio de descida em 22 de março de 1969 e caiu no Oceano Índico perto do Norte da África. O estágio S-IVB foi colocado em órbita solar, com um afélio de 128,8 milhões de quilômetros por periélio de 72,1 milhões de quilômetros e período orbital de 245 dias.